# Grand Prix de Denain 1985
La 27e édition du Grand Prix de Denain a eu lieu le 11 avril 1985. Elle a été remportée par le Belge Patrick Versluys.

## Classement final
Patrick Versluys remporte la course en parcourant les 175 kilomètres en 4 h 23 min 4 s à la vitesse moyenne de 39,913 km/h.
| Classement final, | Classement final,   | Classement final, | Classement final,              | Classement final, |
|                   | Coureur             | Pays              | Équipe                         | Temps             |
| ----------------- | ------------------- | ----------------- | ------------------------------ | ----------------- |
| 1er               | Patrick Versluys    | Belgique          | Hitachi-Splendor-Sunair-Marc   | en 4 h 23 min 4 s |
| 2e                | Jean-Louis Gauthier | France            | La Redoute-Cycles MBK          |                   |
| 3e                | Pierre Le Bigaut    | France            | La Redoute-Cycles MBK          | + 1 min 4 s       |
| 4e                | Johan Delathouwer   | Belgique          | Verandalux-Dries-Rossin-Nissan |                   |
| 5e                | Yvan Lamote         | Belgique          | Hitachi-Splendor-Sunair-Marc   |                   |
| 6e                | Johnny De Nul       | Belgique          |                                |                   |
| 7e                | Pol Verschuere      | Belgique          | Fagor                          |                   |
| 8e                | Thierry Barrault    | France            | La Redoute-Cycles MBK          |                   |
| 9e                | Hubert Linard       | France            | Peugeot-Shell-Michelin         |                   |
| 10e               | Dirk Demol          | Belgique          | Verandalux-Dries-Rossin-Nissan |                   |
| modifier          |                     |                   |                                |                   |